# Les Longs Jours de la vengeance
Pour plus de détails, voir Fiche technique et Distribution.
Les Longs Jours de la vengeance (I lunghi giorni della vendetta) est un western spaghetti hispano-italien réalisé par Florestano Vancini et sorti en 1967. Il s'agit d'une transposition dans le far west du récit du Comte de Monte-Cristo d'Alexandre Dumas (source insuffisante).

## Fiche technique
Sauf indication contraire, les informations mentionnées dans cette section peuvent être confirmées par la base de données cinématographiques IMDb,  présente dans la section « Liens externes ».
- Titre original : I lunghi giorni della vendetta ou Faccia d'angelo[1]
- Titre espagnol : Los largos días de la venganza
- Titre français : Les Longs Jours de la vengeance ou Face d'ange[2]
- Réalisation : Florestano Vancini (sous le nom de « Stan Vance »)
- Scénario : Fernando Di Leo, Alberto Pugliese, Mahnahén Velasco (sous le nom de « May Velasco »)
- Assistant à la réalisation : Fernando Di Leo, Mahnahén Velasco (sous le nom de « May Velasco »)
- Photographie : Francisco Marín
- Montage : Ángeles Pruña
- Effets spéciaux : Antonio Molina
- Musique : Armando Trovajoli
- Décors : Walter Patriarca (it)
- Costumes : Walter Patriarca (it)
- Trucages : Franco Di Girolamo
- Production : Luciano Ercoli, Alberto Pugliese
- Sociétés de production : Produzioni Cinematografiche Mediterranee, Producciones Cinematograficas Mingyar[2]
- Pays de production :  Italie -  Espagne[2]
- Langue de tournage : italien
- Format : Couleur (Technicolor) - 2,35:1 - Son mono - 35 mm
- Durée : 123 minutes[1]
- Genre : Western spaghetti
- Dates de sortie :
  - Italie : 27 février 1967
  - France : 1er novembre 1967[2]
  - Espagne : 10 mars 1969 (Barcelone)

## Distribution
- Giuliano Gemma : Ted Barnett
- Francisco Rabal : Le shérif Douglas
- Gabriella Giorgelli : Dulcie
- Nieves Navarro : Dolly
- Conrado San Martín : Cobb
- Manuel Muñiz (sous le nom de « Pajarito ») : Docteur Pajarito
- Franco Cobianchi : Général Porfirio
- Doro Corrà : Morgan
- Ivan Scratuglia : Un garde
- Pedro Basauri (sous le nom de « Pedrucho ») : Le juge Kincaid

## Accueil
Les avis sur le film sont particulièrement polarisés. Manlio Gomarasca et Davide Pulici trouvent qu'il s'agit « du meilleur western spaghetti de cette époque » alors que d'autres comme Marco Giusto le juge « intéressant, mais pas satisfaisant. Un peu trop long, un peu drôle, un peu sérieux, mais jamais vraiment convaincant ». En dehors de l'Italie, le film a été l'un des films avec Giuliano Gemma parmi les moins connus, jusqu'à ce que Quentin Tarantino en parle comme l'un de ses westerns spaghettis préférés et qu'il réutilise le thème musical d'Armando Trovajoli pour la séquence animée de Kill Bill : Volume 1.